# Studnice (Třebíči járás)
Studnice település Csehországban, a Třebíči járásban. Studnice Dolní Heřmanice, Budišov, Hodov, Rohy és Kamenná településekkel határos. Lakosainak száma 125 fő (2024. január 1.).

## Népesség
A település lakosságának változását az alábbi diagram mutatja:
| Lakosok száma | 136  | 183  | 177  | 147  | 184  | 152  | 141  | 140  | 125  | 125  |
|               | 1869 | 1890 | 1921 | 1950 | 1980 | 2001 | 2017 | 2019 | 2022 | 2024 |